# Ojo de Agua
Ojo de Agua – miasto w środkowym Meksyku, w stanie Meksyk. Liczy 300 500 mieszkańców (1 lipca 2014 roku).